# Jongsocialisten

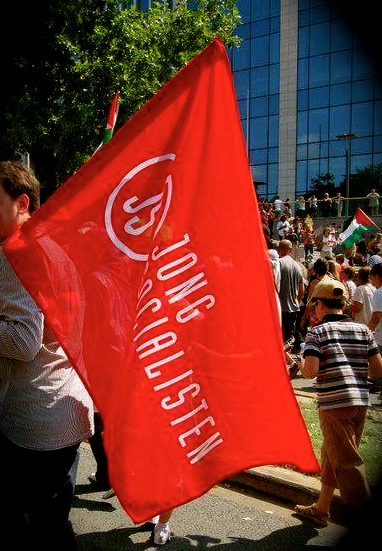
Giovane militante socialista durante una manifestazione

Jongsocialisten (Giovani Socialisti) noti come Animo dal 2001 al settembre 2013 e in precedenza come Jong Socialisten, è l'organizzazione giovanile del partito politico belga fiammingo Vooruit.  Jongsocialisten comprende giovani tra i 14 e i 30 anni.
Jongsocialisten è attiva a livello locale, provinciale, nazionale e internazionale. L'organizzazione è membro dei Giovani Socialisti Europei (YES) e dell'Unione Internazionale della Gioventù Socialista (YUSI). L'associazione si impegna a favore di una società socialmente giusta e democratica, in cui tutti abbiano pari opportunità.

## Storia
Jongsocialisten emerse con il nome di Socialistische Jeugde nel 1944 e divenne un'organizzazione indipendente solo nel 1955. Questa organizzazione politica giovanile dell'allora SP fu raggruppata sotto il nome di Jongsocialisten, in un contesto federale e con un ufficio nazionale separato. Questa struttura fu sciolta nell'ottobre 2001. Nelle Fiandre fu fondato Animo e in Vallonia esiste da allora il Mouvement des Jeunes Socialistes (MJS).
Nel congresso di Animo del settembre 2013, dodici anni dopo la sua fondazione, è stato nuovamente scelto il nome Jongsocialisten.
A settembre 2015, l'organizzazione contava circa 3.000 membri.
Nel 2015, Jongsocialisten ha scritto un nuovo manifesto con contributi provenienti da dentro e fuori il partito giovanile.

## Struttura e funzionamento

### Consiglio direttivo
Le norme statutarie stabiliscono che un consiglio direttivo nazionale sia composto da sei a quattordici membri, a seconda di come l'Assemblea generale stabilisce il regolamento elettorale. I membri del consiglio direttivo sono tutti volontari dell'organizzazione. Il mandato del consiglio direttivo dura due anni. In base alla politica di parità delle quote, devono far parte del consiglio direttivo almeno il 40% di uomini e almeno il 40% di donne. L'attuale presidente è Oskar Seuntjens.

### Assemblea generale
L'Assemblea generale (AG) di Jongsocialisten è composta da 22 membri. 9 membri sono eletti del consiglio direttivo e 12 sono delegati delle province. Ogni provincia e Bruxelles elegge due persone (un uomo e una donna) che siedono nell'assemblea generale in rappresentanza della propria provincia. L'assemblea generale si riunisce almeno quattro volte all'anno. È l'organo supremo del movimento dopo il congresso.

### Congresso
Il congresso è l'organo supremo di Jongsocialisten. Ogni membro del movimento può farne parte. Il congresso si riunisce almeno due volte all'anno.

### Sedi locali
Le sezioni locali sono il cuore pulsante del movimento. Ogni sezione è libera di determinare il proprio team dirigenziale. Ogni sezione ha generalmente un presidente, un tesoriere e un segretario, con o senza un vicepresidente. Ogni presidente locale ha il diritto di far parte del Consiglio dei Presidenti (RVV), un'assemblea dei presidenti locali delle Fiandre e di Bruxelles. Non esistono livelli intermedi formali tra le sezioni locali e la direzione nazionale.

## Presidenti
| Presidente              | Periodo   |
| ----------------------- | --------- |
| Gerrit Kreveld          | 1952–1955 |
| Dolf Cammu              | 1955–1960 |
| Hugo Adriaensens        | 1960–1962 |
| Jos Wijninckx           | 1962–1963 |
| Willy Moons             | 1963–1964 |
| Pol Moreels             | 1964–1967 |
| Charly Verschaeren      | 1967–1968 |
| Fernand Stans           | 1968–1970 |
| Marcel Colla            | 1970–1973 |
| Norbert De Batselier    | 1973–1974 |
| Luc Van den Bossche     | 1974–1977 |
| Hugo Dufour             | 1977–1978 |
| Harry Dierickx          | 1978–1980 |
| Martine Deneckere       | 1980-1982 |
| Jo Vermeulen            | 1982      |
| collettivo              | 1983–1984 |
| Luc van de Velde        | 1984–1988 |
| Ronald Parijs           | 1988–1990 |
| Pascal Smet             | 1990–1992 |
| Comitato di transizione | 1992      |
| Geert Mareels           | 1992–1993 |
| Wim Verreyt             | 1994–1995 |
| Dylan Casaer            | 1995–1998 |
| Caroline Gennez         | 1998–2001 |
| Animo                   |           |
| Caroline Gennez         | 2001–2003 |
| Laurent Winnock         | 2003–2005 |
| Bram Boriau             | 2005–2009 |
| Anke Gittenaer          | 2009–2011 |
| Maite Morren            | 2011–2013 |
| Jongsocialisten         |           |
| Sanne Doms              | 2013–2014 |
| Aaron Ooms              | 2014–2017 |
| Steven Arents           | 2017      |
| Kaoutar Oulichki        | 2017–2019 |
| Jaro Verberck           | 2019–2021 |
| Oskar Seuntjens         | 2021–2024 |
| Elise Sticker           | dal 2024  |